# 波渡崎温泉
波渡崎温泉（はとざきおんせん）は、かつて山形県鶴岡市にあった温泉。波渡崎に近い堅苔沢（かたのりざわ）地区に位置し日本海に沿って走る国道7号線のそばにある。山形県では100番目に開湯した温泉といわれている。温泉宿が1軒あったが、2007年に廃業している。

## 泉質
- 純食塩泉
  - 源泉温度19〜20度。（鉱泉）浴用加熱している。

### 効能
神経痛、リウマチ、運動機能障害、婦人病など。
※注 : 効能はその効果を万人に保証するものではない。

## 温泉街
一軒宿であるホテル雷屋が、日本海を背後にして国道7号線沿いに建っている。海に浮かんで見える鳥海山の客室や展望大浴場などからの眺めが見事であり、また、日本海に沈む夕陽も格別である。小波渡海水浴場が近くにあり、夏場は海水浴客で賑わう。また、1年を通じて磯釣りも楽しめる。
宿では、近くの堅苔沢漁港や由良漁港で水揚げされた日本海の魚介類を使った料理が味わえる他、宿泊客へのサービスとして、この宿オリジナルの「雷太鼓」ショーが振舞われる。
また、温泉の近くの波渡崎には灯台があり、沖合いに浮かぶ赤い灯台が目印の留棹庵島の眺望が素晴らしい。
この温泉の近くをはじめとして、小波渡駅付近から波渡崎を経て五十川駅付近に至る国道7号線沿いには、電化完成（1972年）後の1970年代後半の時期に完成した複線による新線に切り替えられた際に放棄された羽越本線旧線の廃線跡の遺構（トンネルや、電化完成当時のコンクリート製の架線のポールなど）が残っている。

## 歴史
ホテル雷屋は、1936年（昭和11年）に千鳥屋という料亭として創業し、1973年（昭和48年）にホテル雷屋となった。宿の敷地内で源泉開発を実施し、温泉が噴出したのは、1990年代になってからである。
2007年の破産手続き開始に伴い法人としてのホテル雷屋は解散し、2010年の破産手続きの廃止によって実質的な所有者が不在となったまま放置されていた。その後、建物の老朽化が進み周辺に設備部品が落下したり、建物内に不審者が出入りするなど問題となり、鶴岡市も14回にわたって応急措置を行った。さらに2019年の山形県沖地震では柱に亀裂が入ったり、外壁が落下したりするなどしたため、周辺の住宅や往来する歩行者、車両への危険性が高まっていることから、また、堅苔沢漁港の港湾施設や停泊している船舶への被害も考えられることから、鶴岡市による撤去が行われることとなった。2020年3月30日、空き家対策特別措置法に基づく略式代執行が宣言され、比較的築年数の浅い浴場棟を除き撤去作業が行われている。

## アクセス
- 鉄道 : JR羽越本線の小波渡駅より庄内交通バスのあつみ温泉行き利用で5分、堅苔沢バス停下車後、徒歩5分。鶴岡駅やあつみ温泉駅からも、同じく庄内交通バス利用で堅苔沢バス停下車後、徒歩5分。